# Alfred Noyes
Alfred Noyes (Wolverhampton, 16 settembre 1880 – Ventnor, 25 giugno 1958) è stato un poeta britannico.
Nato in una famiglia anglicana, nel 1930 si convertì al cattolicesimo.
Poeta fiabesco e alla maniera di Alfred Tennyson, pubblicò nel 1950 Collected poems, opera contenente tutte le sue poesie. Va inoltre ricordato per il dramma Robin Hood (1912) e per l'autobiografia Two worlds for memory (1953).

## Opere

### In versi
- The Loom of Years (1902)
- The Flower of Old Japan (1903)
- The Forest of Wild Thyme (1905)
- The Highwayman (1906)
- Drake (1906–08)
- Forty Singing Seamen and Other Poems (1907)
- The Golden Hynde (1908)
- Tales of the Mermaid Tavern (1913)
- Watchers of the Sky (1922)
- The Book of Earth (1925)
- The Last Voyage (1930)
- Shadows on the Down (1941)
- Collected Poems (1950)
- Daddy Fell into the Pond (1952)
- A Letter to Lucian (1956)

### In prosa
- William Morris (1908) - Biografia.
- Rada (1914) - Dramma teatrale.
- Walking Shadow (1906) - Racconti.
- The Hidden Player (1924) - Racconti.
- Some Aspects of Modern Poetry (1924) - Saggi di critica letteraria.
- The Opalescent Parrot (1929) - Saggi di critica letteraria.
- The Return of the Scare-Crow (The Sun Cure in America) (1929) - Romanzo.
- The Unknown God (1934) - Autobiografia intellettuale
- Orchard's Bay (1936) - Saggi di critica letteraria.
- The Last Man (1940) - Romanzo.
- Pageant of Letters (1940) - Saggi di critica letteraria.
- The Secret of Pooduck Island (1943) - Racconti per bambini.
- Two Worlds for Memory (1953) - Autobiografia.
- The Devil Takes A Holiday (1955) - Romanzo.
- The Accusing Ghost (1957)